# Marquesado de San Leonardo de Yagüe
El marquesado de San Leonardo de Yagüe fue un título nobiliario español creado por Francisco Franco el 22 de octubre de 1952, con carácter póstumo, en favor de Juan Yagüe Blanco, capitán general del Ejército de Tierra.

El título fue suprimido el 21 de octubre de 2022 tras la entrada en vigor de la Ley de Memoria Democrática.

## Denominación
La denominación del título hace referencia a la localidad natal del primer marqués, San Leonardo de Yagüe, en la provincia de Soria.

## Carta de otorgamiento
El título nobiliario se le otorgó por los méritos siguientes: 

«Desde las brillantes acciones en África con la Legión y los Regulares, hasta los resonantes triunfos logrados al frente del Cuerpo de Ejército Marroquí durante nuestra Gloriosa Cruzada, y la obra constructiva de paz desarrollada en la Sexta Región Militar, la vida del Capitán General don Juan Yagüe Blanco es un ejemplo constante de las más preciadas virtudes militares y civiles de valor, lealtad y amor a España. Grande fue su aportación a la Victoria y extraordinario el celo y entusiasmo con el que sirvió a la Patria, y por ello su nombre merece ser destacado y honrado perpetuando en su descendencia el recuerdo de su vida heroica».
Decreto de 22 de octubre de 1952, publicado en el Boletín Oficial del Estado núm. 297, de 23/10/1952, página 4852.

## Marqueses de San Leonardo de Yagüe
|                               | Titular                         | Periodo                       |
| Creación por Francisco Franco | Creación por Francisco Franco   | Creación por Francisco Franco |
| ----------------------------- | ------------------------------- | ----------------------------- |
| I                             | Juan Yagüe Blanco               | 1952-1959                     |
| II                            | Juan Yagüe y Martínez del Campo | 1959-2022                     |

## Historia de los marqueses de San Leonardo de Yagüe
- Juan Yagüe Blanco (1891-1952), I marqués de San Leonardo de Yagüe, capitán general del Ejército de Tierra. Se le otorgó el título, con carácter póstumo, el día siguiente a su fallecimiento.

Casó con María Eugenia Martínez del Campo y Montero-Ríos. El 4 de diciembre de 1959, tras orden del 30 de julio del mismo año para que se expida la correspondiente carta de sucesión, le sucedió su hijo:
- Juan Yagüe y Martínez del Campo (n. 1945), II marqués de San Leonardo de Yagüe, teniente general del Ejército de Tierra. Último titular.

Casó en 1973 con María Josefa Vallés y Belsué, con descendencia.

## Miscelánea
En agosto de 2019, el actual marqués de San Leonardo de Yagüe se pronunció acerca de la posibilidad de que se suprimiese el título en virtud de una proposición del PSOE, partido que aboga por «suprimir» los títulos nobiliarios concedidos entre 1948 y 1977 «que representen la exaltación de la Guerra Civil Española y la Dictadura Franquista». Concretamente, afirmó que el título sólo supone un «reconocimiento» y no tiene aparejada «ninguna cuestión material». Su hermana, presidenta de la Fundación Yagüe, calificó el hecho como «algo aberrante y ridículo».